# Ohio State Fair
A Ohio State Fair (em português:  Feira Estadual de Ohio) é uma das maiores feiras estaduais dos Estados Unidos, realizada em Columbus do final de julho ao início de agosto. Conforme estimado em um estudo de impacto econômico de 2011 conduzido pela Saperstein & Associates, a feira contribui com aproximadamente 68,5 milhões de dólares para a economia do estado. Em 2023, o público foi de 1.006.228, o maior comparecimento de 12 dias da feira já registrado.
Da primeira feira de três dias em 1850 em Cincinnati até a exposição de 12 dias de hoje (de 1981 a 2003, a feira durou 17 dias), a Feira Estadual de Ohio celebrou os produtos de Ohio, seu povo e suas realizações. O vasto programa da feira oferece concertos, competições esportivas, exibições, um show de cavalos, passeios e barracas de comida. A programação da série de concertos geralmente é anunciada no final de fevereiro ou início de março. A feira é realizada no Ohio Expo Center and State Fairgrounds desde 1886.
Os patrulheiros incluem guardas de segurança, a Divisão de Polícia de Columbus, o Gabinete do Xerife do Condado de Franklin e a Patrulha Rodoviária Estadual de Ohio.

## História
| Ano          | Local                        |
| ------------ | ---------------------------- |
| 1850         | Cincinnati (Camp Washington) |
| 1851         | Columbus (Franklinton)       |
| 1852         | Cleveland                    |
| 1853         | Dayton                       |
| 1854         | Newark                       |
| 1855         | Columbus (Franklinton)       |
| 1856         | Cleveland                    |
| 1857         | Cincinnati                   |
| 1858         | Sandusky                     |
| 1859         | Zanesville                   |
| 1860-61      | Dayton                       |
| 1862-63      | Cleveland                    |
| 1864-65      | Columbus (Schiller Park)     |
| 1866-67      | Dayton                       |
| 1868-69      | Toledo                       |
| 1870-71      | Springfield                  |
| 1872-73      | Mansfield                    |
| 1874-1885    | Columbus (Franklin Park)     |
| 1886–present | Columbus (State Fairgrounds) |

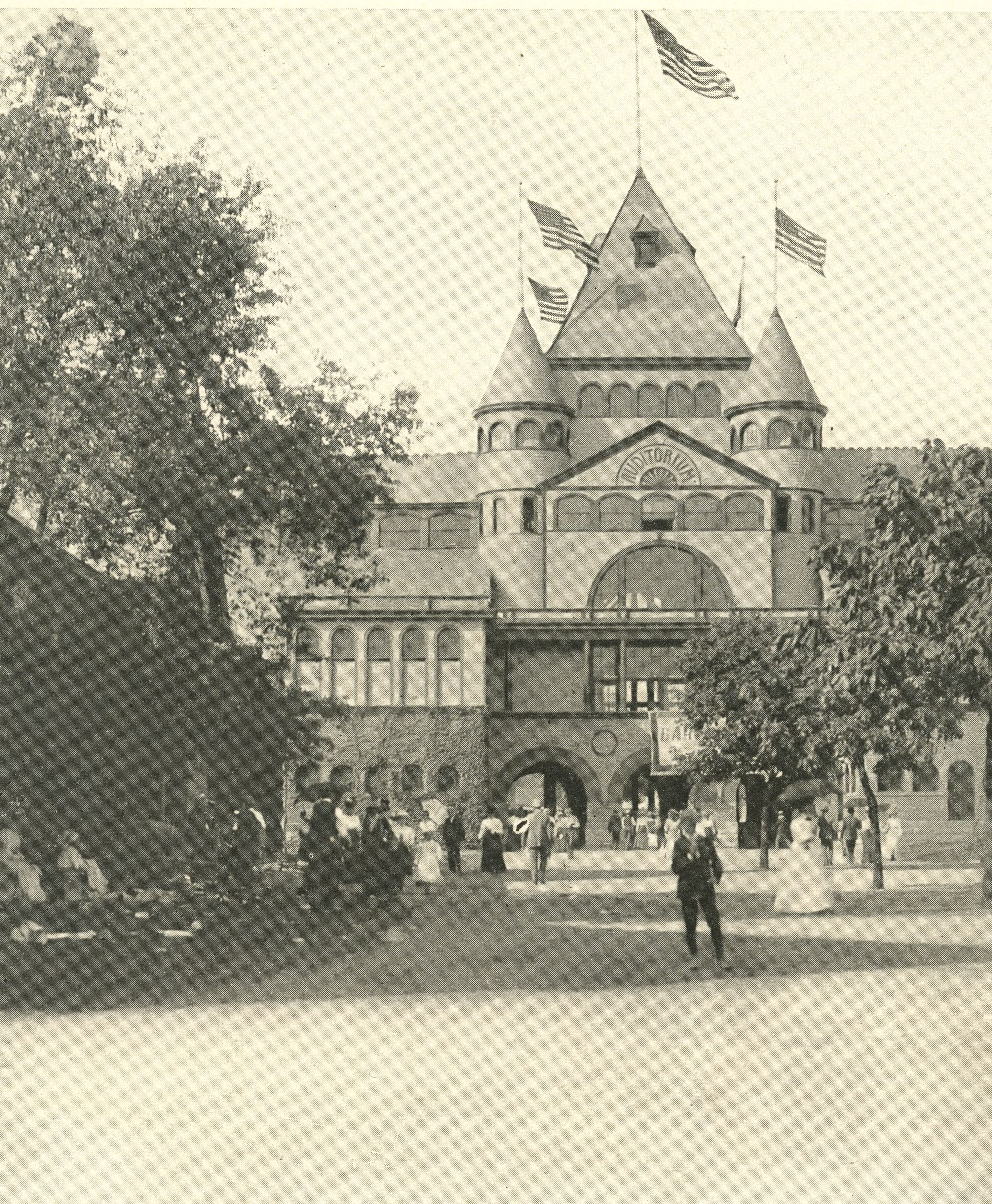
Edifício principal de exposições, 1901

Em 1846, a Assembleia Geral de Ohio criou o Conselho Estadual de Agricultura de Ohio, com 53 membros. Um dos primeiros atos do conselho foi estabelecer uma feira distrital. A resultante Feira Distrital de 1847 em Wilmington e a Feira Distrital de 1848 em Xenia, foram ambas bem-sucedidas, levando ao planejamento de uma feira estadual.
A primeira Feira Estadual de Ohio foi planejada para setembro de 1849, mas um surto de cólera asiática forçou o cancelamento desses planos. No ano seguinte, datas de outono foram escolhidas para diminuir o risco de cólera. Mesmo assim, o superintendente do terreno, Darius Lapham, morreu da doença poucas semanas antes da data de abertura.
Camp Washington (duas milhas ao norte do centro de Cincinnati) foi o local da primeira Feira Estadual de Ohio, de 2 a 4 de outubro de 1850. O local foi descrito como tendo de 8 a 10 acres com encostas gramadas, árvores frondosas e inúmeras tendas. O terreno era cercado por uma cerca de tábuas de 10
-pé (3,0 m) de altura. O gado era amarrado a uma grade ao longo da estrada das carruagens.
As ferrovias ofereceram forte apoio às primeiras feiras estaduais. Tarifas especiais foram oferecidas, onde as exibições eram transportadas sem custo, e o expositor viajava pela metade da tarifa. Vários habitantes do centro de Ohio contribuíram para o apoio à primeira feira, incluindo Alfred Kelley, proprietário da Columbus and Xenia Railroad.
Os prêmios em dinheiro na primeira feira não ultrapassaram US$ 20, com exceção de um prêmio de US$ 50 dado a ensaístas sobre o tópico "Melhorando o Solo". [carece de fontes?] Durante as primeiras feiras estaduais, os vencedores recebiam medalhas, não fitas, como prêmios. Em 1850, a medalha de prata era avaliada em US$ 3.
O público foi admitido apenas no segundo e terceiro dia da primeira feira. O primeiro dia foi dedicado à montagem e julgamento. A entrada custava vinte centavos, mas os expositores podiam comprar um crachá de US$ 1 para admissão de suas famílias. Um visitante também podia comprar um crachá de US$ 1, que admitia um cavalheiro e duas damas. O público de dois dias foi estimado em 25.000 a 30.000 pessoas.
O transporte em Ohio era difícil. Portanto, a maioria dos expositores vinham de perto da feira. As autoridades avaliaram que mudar a feira aumentaria o interesse e a participação.
De 1874 a 1885, o local do Franklin Park de Columbus serviu como sede da Feira Estadual de Ohio. Finalmente, em 1886, a feira mudou-se para seu local atual, para o que atualmente é chamado de Ohio Expo Center and State Fairgrounds. A entrada principal do local ficava no canto sudoeste do terreno ao longo da Woodard Avenue. Agora fica ao longo da 11th Avenue.

### Acidente de 2017
Em 26 de julho de 2017, o dia de abertura da feira de 2017, um brinquedo oscilante conhecido como Fire Ball se partiu no meio do balanço, arremessando os passageiros para fora do brinquedo. Um dos passageiros, Tyler Jarrell, de 18 anos, foi arremessado 50 pés (15 m) e morreu no impacto. Outros sete passageiros ficaram gravemente feridos, dois dos quais estavam em estado crítico. O brinquedo havia sido inspecionado no início do dia e liberado para uso. O Departamento de Agricultura de Ohio e a Patrulha Rodoviária Estadual de Ohio investigaram o incidente e a feira anunciou que não operaria nenhum brinquedo em 27 de julho até que todos fossem reinspecionados pelas autoridades estaduais. O então governador John Kasich considerou que era a "pior tragédia" da história da feira.
Em resposta ao acidente, o fabricante do brinquedo, KMG, bem como a Chance Morgan, que produz um brinquedo semelhante, solicitaram que outros brinquedos do mesmo tipo fossem fechados enquanto se aguarda uma investigação sobre a falha. As descobertas preliminares da KMG descobriram que a falha foi causada por "corrosão excessiva no interior da viga de suporte da gôndola" ao longo da vida útil da unidade de 18 anos.

## Representação no cinema
No filme Parker, de 2013, um grupo de ladrões composto por um palhaço, um bombeiro e um padre, comete um assalto na Ohio State Fair.